# Francis Crick
Francis Harry Compton Crick (født 8. juni 1916 i Weston Favell, død 28. juli 2004 i San Diego) modtog i 1962 nobelprisen i medicin sammen med andre. Han publicerede sammen med James Dewey Watson i Nature i 1953 strukturen af DNA og de to blev dermed den moderne molekylære genetiks fædre.
Crick besøgte i sidste halvdel af 1970'erne Danmark og holdt flere forelæsninger, blandt andet ved Aarhus Universitet.

## Karriere
Crick studerede fysik ved University College London og tog Bachelor of Science i 1937. Han begyndte der efter at arbejde på et fysiklaboratorium og studerede vands viskositet ved høje temperaturer, "det kedeligste emne som over hovedet er tænkbart" ifølge hans egen udsagn. En bombeulykke under 2. verdenskrig ødelagde imidlertid hans udstyr og hans arbejdsresultater. Efter krigen begyndte han i stedet at studere biologi.
I 1951 begyndte han at forske ved universitetet i Cambridge, hvor også James Watson arbejdede. Med hjælp af blandt andre Rosalind Franklins resultater fra røntgendiffraktionseksperimenter foreslog de en spiralstruktur for DNA, som de offentliggjorde i 1953. Sammen med Maurice Wilkins modtog de i 1962 Nobelprisen i medicin for deres opdagelser. I 1960 modtog de Albert Lasker Basic Medical Research Award.
Crick har tillige offentliggjort andre betydende bidrag til udviklingen af molekylærbiologien. Han deltog blandt andet i udforskningen af den genetiske kode og mekanismerne bag cellernes proteinsyntese.
Han opgav der efter molekylærbiologien til fordel for studier inden for neurologi og problemet med at forklare bevidsthed som et resultat af neurologiske processer i hjernen. I sin bog The Astonishing Hypothesis: The Scientific Search For The Soul udgivet i 1995 udviklede han sine tanker om dette.
Crick døde af kræft.

## Hæderspriser
- 1960 – Albert Lasker Basic Medical Research Award
- 1962 – Nobelprisen i fysiologi eller medicin
- 1975 – Copleymedaljen

## Forfatterskab
- Of Molecules and Men (Prometheus Books, 2004; original udgave 1967) ISBN 1-59102-185-5
- What Mad Pursuit: A Personal View of Scientific Discovery (Basic Books reprint edition, 1990) ISBN 0-465-09138-5
- The Astonishing Hypothesis: The Scientific Search For The Soul (Scribner reprint edition, 1995) ISBN 0-684-80158-2